# マティアス・キェレ
マティアス・ウーレレング・キェレ（Mathias Ullereng Kjølø 、2001年6月27日 - ）は、ノルウェー・オスロ出身のプロサッカー選手。FCトゥウェンテ所属。ポジションは、ミッドフィールダー。
父のマイク・キェレも元サッカー選手である。

## 個人成績

### クラブ
2020年6月16日現在
| クラブ    | シーズン | リーグ                 | リーグ | リーグ | その他 | その他 | 合計 | 合計 |
| クラブ    | シーズン | リーグ                 | 出場   | 得点   | 出場   | 得点   | 出場 | 得点 |
| --------- | -------- | ---------------------- | ------ | ------ | ------ | ------ | ---- | ---- |
| ヨングPSV | 2019-20  | エールステ・ディヴィジ | 8      | 0      | 0      | 0      | 8    | 0    |
| 通算      | 通算     | 通算                   | 8      | 0      | 0      | 0      | 8    | 0    |